# Flor de Pasión
Flor de Pasión fue un programa radiofónico de Radio 3 de Radio Nacional de España dedicado a la música pop, en especial a la de las décadas de 1950 y 1960, y que estuvo en antena desde el año 1979. Estaba dirigido y presentado por Juan de Pablos. Su último programa se emitió el viernes 22 de febrero de 2019.

## Sintonías
Las sintonías de inicio y cierre del programa, claramente reconocibles, fueron siempre:
- Inicio del programa: Attends ou va-t'en una canción original de Serge Gainsbourg, popularizada por France Gall, pero en interpretación de la orquesta de Paul Mauriat.
- Cierre del programa: Azzurro original de Paolo Conte y Vito Pallavicini en la versión que interpreta Adriano Celentano.